# Sin-jü
Sin-jü (čínsky pchin-jinem Xīnyú, znaky 新余) je městská prefektura v Čínské lidové republice, kde patří k provincii Ťiang-si. Má rozlohu 3 159 čtverečních kilometrů a v roce 2020 zde žilo 1,2 milionu obyvatel.

## Poloha
Městská prefektura leží ve středu provincie Ťiang-si, kde sousedí s prefekturou I-čchun na severu a s prefekturou Ťi-an na jihu.

## Administrativní členění
Městská prefektura Sin-jü se člení na dva celky okresní úrovně, a sice jeden městský obvod a jeden okres.
| městský obvod · Jü-šuej okres · Fen-i |        |                       |                    |                                  |
| Název                                 | Název  | Počet obyvatel (2020) | Rozloha km² (2020) | Hustota zalidnění (obyv. na km²) |
| český přepis                          | znaky  | Počet obyvatel (2020) | Rozloha km² (2020) | Hustota zalidnění (obyv. na km²) |
| Městský obvod                         |        |                       |                    |                                  |
| Jü-šuej                               | 渝水区 | 927 950               | 1 781              | 521                              |
| Okres                                 |        |                       |                    |                                  |
| Fen-i                                 | 分宜县 | 274 549               | 1 379              | 199                              |
|                                       |        |                       |                    |                                  |
| Celkem                                | Celkem | 1 202 499             | 3 159              | 381                              |

## Partnerská města
- Bengalúr, Indie
- Coquitlam, Kanada
- Rome, New York, Spojené státy americké